# Romain Mahieu

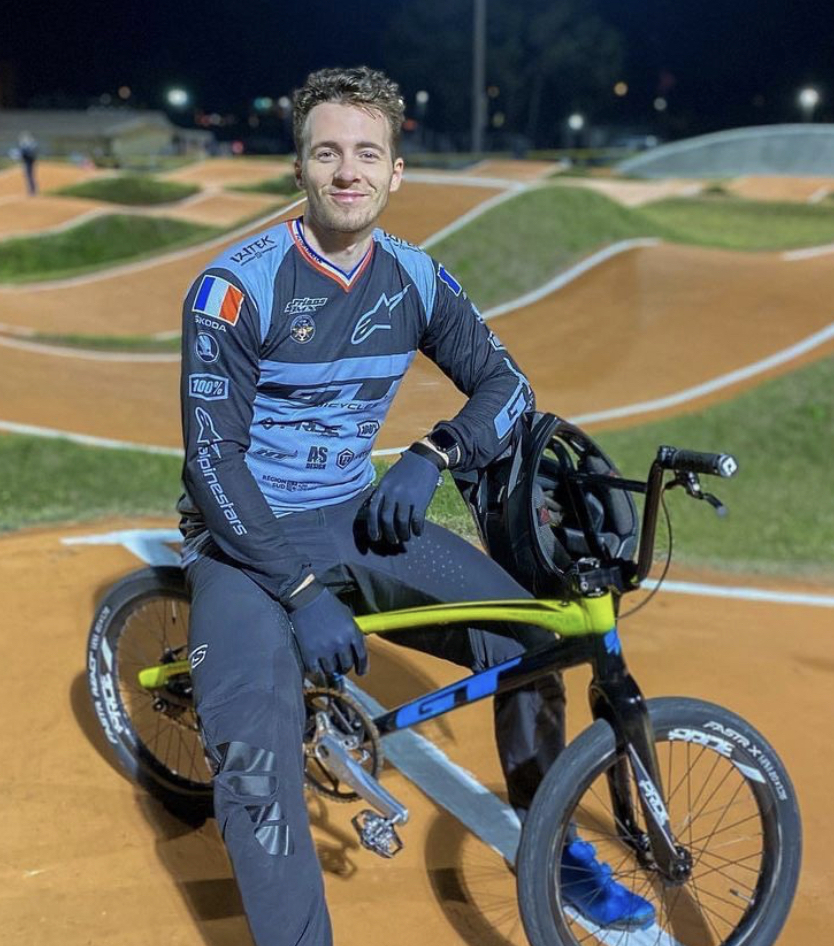
Romain Mahieu

Romain Mahieu (17 de fevereiro de 1995) é um desportista francês que compete no ciclismo na modalidade de BMX. Ganhou uma medalha de ouro no Campeonato Europeu de Ciclismo BMX de 2016, na prova de contrarrelógio.

## Palmarés internacional
| Campeonato Europeu | Campeonato Europeu | Campeonato Europeu | Campeonato Europeu |
| Ano                | Lugar              | Medalha            | Competição         |
| ------------------ | ------------------ | ------------------ | ------------------ |
| 2016               | Verona Itália      | Medalha de ouro    | Contrarrelógio     |